# Ichneumon melanotis
Ichneumon melanotis là một loài tò vò trong họ Ichneumonidae.